# Management von Wassereinzugsgebieten
Das Management von Wassereinzugsgebieten (auch Flusseinzugsgebiets-Management genannt) beschäftigt sich mit der Verwaltung, Untersuchung, Analyse, Diagnose und Ausführung von multidisziplinären Maßnahmen innerhalb eines durch natürliche Wasserscheiden begrenzten Einzugsgebietes eines Gewässers.

## Definition
Integrated Watershed Management ist das optimale Management von Naturressourcen. Dazu gehören die Wasser-, Land- und Forstwirtschaft, Naturschutz, Stadtplanung, Infrastruktur, Regionalplanung und -entwicklung, Wechselwirkungen über lokale mikroklimatische Erscheinungen und der zu erwartenden globalen Erwärmung ebenso wie die Analyse der wirtschaftlichen und sozialen Verhältnisse des Gebietes, einschließlich der verschiedenen Interessengruppen (Stakeholders), welche Einfluss auf die verschiedenen Naturressourcen innerhalb des Einzugsgebietes haben. Ein wichtiger Teil bildet dabei das Integrated Water Ressource Management (IWRM), oder Integriertes Wasserressourcenmanagement. 
Die Zieleː
- optimale Regionalentwickliung
- Kontrolle des Wasserhaushaltes im Einzugsgebiet;
- Vermeidung und Kontrolle von Überschwemmungen durch vorbeugende und vorausschauende Massnahmen,
- gesicherte Versorgung mit Wasser während länger anhaltender Dürreperioden,
- Kontrolle über die Wasserqualität im gesamten Einzugsgebiet.
- Bodenschutz
- Schutz der Vegetationsdecke, besonders der Wälder, aber auch Pflanzungen zum Bodenschutz in der Landwirtschaft oder urbanisierten Gebieten
- Schutz natürlicher Ökosysteme

Um ein erfolgreiches Einzugsgebietsmanagement durchführen zu können, bedarf es multidisziplinärer Arbeitsgruppen mit flächendeckender Präsenz innerhalb des Einzugsgebietes, mit Experten aus den verschiedensten Fachrichtungen, welche die inneren Zusammenhänge erfassen, analysieren und Strategien entwickeln und ausführen, um eine optimale Regionalentwicklung zu erzielen. Ein multidisziplinäres Zusammenwirken für eine effiziente gemeinsame Verwaltung und Bearbeitung des Einzugsgebietes ist erforderlich.
Das Einzugsgebiet ist die natürliche Einheit, wo alle natürlichen und vom Menschen erschaffenen Ressourcen und Tätigkeiten untereinander in einem Netzwerk in gegenseitiger Abhängigkeit stehen und es vielfache Wechselwirkungen unter diesen geben. Dazu gehören auch die soziale und ökonomische Faktoren, Interessengruppen, Landeigentumsverhältnisse, soziale und ökonomische Entwicklungen.
Die Naturressourcen müssen bemessen (Bodennutzungssysteme, Vegetationsdecke, Hangneigung, Niederschlagsmenge und -intensitäten), errechnet, analysiert, kartiert, digitalisiert und modelliert werden, wie unter anderem potenzieller und tatsächlicher Bodenverlust, Oberflächenabfluss, Infiltration, Dynamik des Landnutzungswechsels, die Ermittlung Schlick oder Sedimente produzierende Flächen, die Balance des Grundwassers.
Probleme müssen identifiziert und analysiert sowie Umweltauswirkungen festgestellt und Informationen ausgetauscht werden. Dann können Zusammenhänge erklärt und die entsprechenden Aktionen eingeleitet werden. Das betrifft nicht nur die Naturressourcen, auch bedarf es intensiver sozialer und ökonomischer Studien. Die verschiedenen Interessengruppen müssen erkannt, zusammengebracht und harmonisiert werden, ebenfalls Gruppen, welche aktiven Einfluss auf die Naturressourcen ausüben, wie Landwirte, Landeigentümer (die wenigsten davon sind Landwirte), Unternehmer, staatliche Institutionen, multidisziplinäre Experten und Forschungsinstitute, welche direkten oder indirekten Einfluss auf Landnutzungsform-Wechsel haben und letztlich auch die gesamte Öffentlichkeit, welche durch die staatlichen Institutionen vertreten sind. Das betrifft auch und ganz besonders die Frage nach dem „Warum“ ländlich abgehängter Regionen, oder Umweltproblemen der zunehmenden Verstädterung und Versiegelung von Ballungsräumen, Landnutzungsveränderungen, Veränderungen der Waldflächen mit dem entsprechenden Einfluss auf Klimaveränderungen. Mit der Modellierung kann man voraussagen, was unter bestimmten Umständen passieren kann, wenn bestimmte Maßnahmen getroffen werden.

### Internationale Organisationen fordern multidisziplinäres Flusseinzugsgebiets-Management
Multidisziplinäres Flusseinzugsgebiets-Management wird von folgenden internationalen Organisationen gefordert: Die Europäische Wasserrahmenrichtlinie 2000/60/EG vom Jahr 2000, ebenso von der UN-Gewässerkonvention, der World Water Vision, dem World Water Council und der UN Global Water Partnership.

### Prinzipien des multidisziplinären Flusseinzugsgebiets-Management
Multidisziplinäres Flusseinzugsgebiets-Management basiert auf die folgenden 6 Prinzipien.
- (1) Multidisziplinäres Vorgehen Die Wechselwirkungen unter den verschiedenen Naturressourcen (Klima, Luft, Wasser, Vegetationsdecke, Böden, Topografie, geologischer Untergrund) und menschlichen Einwirkungen (Wasser- und Landnutzungssysteme, Siedlungswesen, Infrastruktur, Bergbau, Abfall, Schadstoffe, sozialer, ökonomischer und juristischer Rahmen, Interessengruppen) müssen erkannt, analysiert und in Einklang gebracht werden.
- (2) Vorgehen nach natürlichen Fluss-oder Bacheinzugsgebieten:
Bundesländer sind hier eher ein Hindernis. Dieses Netzwerk von gegenseitigen Wechselwirkungen finden innerhalb natürlicher Wassereinzugsgebieten statt. Deshalb sollen diese nicht durch künstliche politische Grenzen getrennt werden. Sie müssen (wie der Arzt den gesamten menschlichen Körper) in ihrer Gesamtheit digitalisiert, analysiert, bearbeitet und verwaltet werden. Die engste Zusammenarbeit von Klima, Land-, Forst- und Wasserwirtschaft, Naturschutz, Schadstoffmanagement, Bergbau, Stadt- und Regionalplanung, soziale und ökonomische Entwicklung sind dabei unersetzlich.
Das Prinzip der Arbeit nach Flusseinzugsgebieten ist in der europäischen Wasserrahmenrichtlinie EU-WRRL 2000/60/EG seit 2000 festgelegt. Dieses wird aber in Deutschland nur „halbherzig“ angewendet, da das Grundgesetz die Verantwortung über die Naturressourcen den Bundesländern übergeben hat, deren Grenzen aber fast überall kleine Bäche bis hin zu großen Flüssen und deren Wasserscheiden queren; d. h. im offenen Widerspruch zu dieser steht.
Hier bedarf es der Anpassung unseres Grundgesetzes nicht nur an die EU WRRL 2000/60/EG, sondern an die Anforderungen der Natur. "Ein Arzt kann nicht nur Teilstücke eines kranken Organs diagnostizieren und behandeln, ohne mindestens das gesamte kranke Organ im Auge zu haben, einschließlich des restlichen menschlichen Organismus und deren Umwelt".
- (3) Anpassung an örtliche Gegebenheiten: Für jedes noch so kleine Teileinzugsgebiet- und hier innerhalb dieses jede Umwelteinheit (Territorium mit gleicher Vegetationsdecke oder Bodennutzung, gleichem Bodentyp, gleicher Hanglage) muss der „Maßgeschneiderte Anzug“ entworfen und dann hergestellt (Maßnahmen umgesetzt) werden, damit das gesamte System (Einzugsgebiet) in optimaler Weise wie ein gut geschmierter Motor laufen kann.
- (4) Flächendeckende Arbeit: Flächendeckendes Arbeiten und Präsenz, wie einst die Meliorationsbetriebe der DDR, welche diverse Dienstleistungen für den Agrarsektor erbrachten, aber nach der Wiedervereinigung ersatzlos aufgelöst wurden,
- (5) Sensibilisierung, Beteiligung und Mitarbeit der Bevölkerung
Die verschiedenen Bevölkerungsgruppen müssen sensibilisiert werden, speziell Landwirte, regionale Fachleute, welche mit Naturressourcen arbeiten, unter anderem Landeigentümer, Unternehmen, Kommunen; auch die Forstwirtschaft, der Naturschutz, ebenso wie der Bergbau, all die verschiedensten Interessengruppen, welche die Naturressourcen nutzen; damit diese aktiv in allen Prozessen des Managements mit einbezogen werden, diese innerhalb einer speziell dazu gebildeten Flusseinzugsgebiets-Kommission organisieren, welche aktiv an der Verwaltung, Sanierung, Verteilung und Bewirtschaftung des Einzugsgebietes beteiligt werden. Auch gilt es die örtliche Bevölkerung zu sensibilisieren, damit sie sich mit ihrem” Einzugsgebiet identifizieren können, um somit auch in Bearbeitungs-, Planungs- und Entscheidungsprozessen mit einbezogen werden können. Sie sind die direkten Nutznießer, welche langfristig das Naturressourcenmanagement am Leben halten werden. Das gilt besonders für die jungen Menschen: „Naturressourcen-Management in Flusseinzugsgebieten“ sollte neben „Grundlagen der Meteorologie und Klimawandel“ Pflichtfach werden für zukünftige Abiturienten, da beides miteinander verwachsen ist.
- (6) Bildung bundesländerübergreifender Flusseinzugsgebiets-Kommissionen
Organisation der verschiedenen Interessengruppen und Nutznießer der Naturressourcen in Flusseinzugsgebiets-Kommissionen, unabhängig der politischen Grenzen, aber innerhalb des natürlichen Flusseinzugsgebiets, welche gemeinsam mit der Expertengruppe sich aktiv an der Verwaltung; geordneten Verteilung und nachhaltigen Bewirtschaftung beteiligen Das gilt für alle Einzugsgebiete oder Abschnitte größerer Einzugsgebiete zwischen 400 km² (20 × 20 km) und etwa 3600 km² (60 × 60 km).
Beispiel Mexiko: Wie überall auf der Welt ist auch das Vorgehen nach natürlichen Flusseinzugsgebieten im Wassergesetz von Mexiko (Ley Nacional de Agua) bereits seit mehreren Jahren festgelegt worden, wodurch folgende Organisationen innerhalb der Nationalen Wasserkommission (Comision Nacional de Agua) geschaffen wurden, um das notwendige Vorgehen nach natürlichen Flusseinzugsgebieten zu sichernː
- (a) Flusseinzugsgebietsorgane (Organismos de Cuenca), welche für die Verwaltung und dem guten Zustand aller Ressourcen innerhalb der Haupteinzugsgebiete (Regiones Hidrológicas) verantwortlich sind;
- (b) Flusseinzugsgebiets-Räte (Consejos de Cuenca), welche als Koordinierungs- und Konzertierungsinstanzen funktionieren. Hier werden folgende Institutionen zusammengeführtː (i) Nationale Wasserkommission (Comisión Nacional de Agua), mit Personen, welche über die entsprechenden Fachkenntnisse verfügen; (ii) Regierungen (Mexikanische Bundesregierung (estado federal), Bundesländer (gobiernos de entidades estatales), Kreise bzw. Kommunen (gobiernos municipales)); (iii) Vertreter unterschiedlicher Nutzer und Interessengruppen (stakeholder) der verschiedenen Ressourcen; (iv) Nichtregierungsorganisationen; (iv) betroffene Bevölkerung im Allgemeinen.
Es handelt sich um eine gemischte Organisation aus Fachleuten, Regierung, Nutzern von Ressourcen (stakeholder) und Zivilgesellschaft, welche sich gegenseitig beraten, Erfahrungen austauschen, Vorschläge unterbreiten, Kompromisse erarbeiten, und letztendlich gleiches Stimmrecht genießen. Weiterhin gibt es (c) Flusseinzugsgebiets-Kommissionen (Comisión de Cuenca), welche in den verschiedenen Teileinzugsgebieten tätig sind; (d) Flusseinzugsgebiets-Ausschüsse (Comité de Cuenca), welche die Verantwortung für kleinere Fluss- und Bacheinzugsgebiete auf lokaler Ebene haben; und (e) Grundwasser Fachausschüsse (Comité Técnico de Aguas Subterraneos (COTAS)), welche für Grundwasserleiter (aquíferos) verantwortlich sind.
Weitere Information hier:

## Relevanz und Dringlichkeit zur Durchführung von multidisziplinärem Wassereinzugsgebietsmanagement
Multidisziplinäres Management von Fluss-Einzugsgebieten ist jetzt besonders relevantes und dringendes Thema, um sich besser den Auswirkungen des Klimawandels anpassen zu können. Es ist eine Erhöhung der Niederschlagsintensitäten und somit der Frequenz von Starkniederschlägen zu erwarten, ebenso wie länger anhaltende Dürreperioden. Die Flutkatastrophen von Ahr und Erft in der Eifel vom 14. zum 15. Juli 2021 sind nur durch die Anwendung dieses Prinzips langfristig zu vermeiden, ebenso wie die Anpassung an längere Dürreperioden, wie die Jahre von 2018 bis 2020. Dies wird erreicht durch vorbeugende Maßnahmen bei der Regulierung des Wasserhaushaltes unter anderem durch Vergrößerung der Speicherkapazitäten von Oberflächenwasser und Erhöhung der Grundwasserzufuhr unter Einbezug der Bodennutzung, Bodenschutzmaßnahmen, landwirtschaftlicher Produktionsweisen, Waldbau, Auflockerung der Flächenversiegelung, Erhöhung der Infiltrationsrate durch Vegetation; ebenso wie die Sicherung von existierenden Siedlungsflächen und eine angepasste Stadt- und Regionalplanung. Die großflächige Anpassung von Bodenschutzmaßnahmen an die erhöhten Niederschlagsintensitäten sind dringend, um das landwirtschaftliche Produktionspotenzial erhalten zu können, ebenso wie der ökologische Waldbau zur Regulierung des Wasserkreislaufes und Erhöhung der Biodiversität. Eine Aufstellung von flächendeckend arbeitenden multidisziplinären Expertengruppen für jedes Einzugsgebiet oder Einzugsgebietssektion ab etwa 900–1600 km² ist notwendig, wobei die optimale Flächenzahl und Aufstellung der Gruppe durch ein oder mehrere Pilotprojekte festgelegt und genauer ermittelt werden sollten. Ziel der Gruppe sind die verschiedensten Daten aller Naturressourcen des Territoriums zu bemessen, monitorien, kartografieren und digitalisieren; die verschiedenen Gründe des Ist-Zustandes analysieren, die verschiedenen Interessengruppen, welche direkten und indirekten Einfluss auf die Naturressourcen haben zu sensibilisieren, zusammenbringen, sie zu überzeugen, ihre Erfahrungen und gut überlegten Entscheidungen mit einbeziehen lassen und aktiv an den notwendigen Veränderungen mit beteiligen.

### Digitale Programme zur Modellierung von Einzugsgebieten
Es gibt verschiedene digitale Programme zur Modellierung von kleinen und größeren Einzugsgebieten, Diese unterliegen einer ständigen Weiterentwicklung und Vervollkommnung. Zu erwähnen wäre hier:
SWAT = Soil and Water Assessment Tool, direkter Zugang hier. die theoretische Basis hier: und hier:. Es werden Kurse angeboten und die verschiedenen Programme können runtergeladen werden.
HEC-HMS = Hydrologic Engineering Center – Hydrologic Modelling System (entwickelt im US Army Corps of Engineers, Hydrologic Engineering Center). Zugang hier: runterladen hier: Kurse werden angeboten.
Weitere Programme werden von der FAO (Food and Agriculture Organisation) angeboten:, wo man auch Programme runterladen kann.
Weitere theoretische Grundlagen, speziell zur Ermittlung der Bodenerosion (RUSLE – Revised Universal Soil Loss Equation) hier:, einschließlich einem digitalen Programm, einschließlich Weiterbildungskurse und zum runterladen:

### Weiterführende Literatur
Folgende Journals veröffentlichen regelmäßig wissenschaftliche Artikel, welche wichtige Informationen zum Thema „River Bassin Management“ darstellen:
- International Journal of River Bassin Management (JRBM)[37], ISSN 1814-2060 (online)
- Journal of Hydro-environment Research[38] , ISSN 1570-6443 (online)
- Journal of Environmental Management[39], ISSN 1432-1009 (online)
- Journal Agriculture, Ecosystems & Environment[40], ISSN 0167-8809
- Journal Agricultural and Forest Meteorology[41], ISSN 0168-1923
- Journal Agroforestry Systems[42], ISSN 1572-9680
- Journal Earth Interactions[43], ISSN 1087-3562; special Collection: Biogeophysical Climate Impacts of Land Use and Land Cover Change (LULCC)[44]
- Journal of Environmental Monitoring and Assessment[45], ISSN 1573-2959
- Journal of Environmental Modelling ans Assessment[46], ISSN 1573-2967
- Journal of Integrated Environmental Assessment and Management[47], ISSN 1551-3793
- Journal of Ecological Economics[48], ISSN 0921-8009
- Journal Climatic Change[49], ISSN 1573-1480
- International Journal of Water Resources Development[50], ISSN 1360-0648
- Journal of Soil and Sediments[51], ISSN 1614-7480
- Journal of Soil and Water Conservation[52], ISSN 1941-3300
- Journal of Water and Climate Change[53], ISSN 2408-9354
- Journal of Water Resources Planning and Management[54], ISSN 1943-5452
- Journal of Mitigation and Adaptation Strategies for Global Change[55], ISSN 1573-1596
- Journal of Water Resources Management[56], ISSN 1573-1650
- Journal of Hydrology and Earth System Science (HESS)[57], ISSN HESS 1607-7938
- Revista Interamericana del Agua[58], ISSN 2529-8968

und viele weitere mehr.

## Kritik an der derzeitigen Verwaltung der Naturressourcen der Bundesrepublik Deutschlands

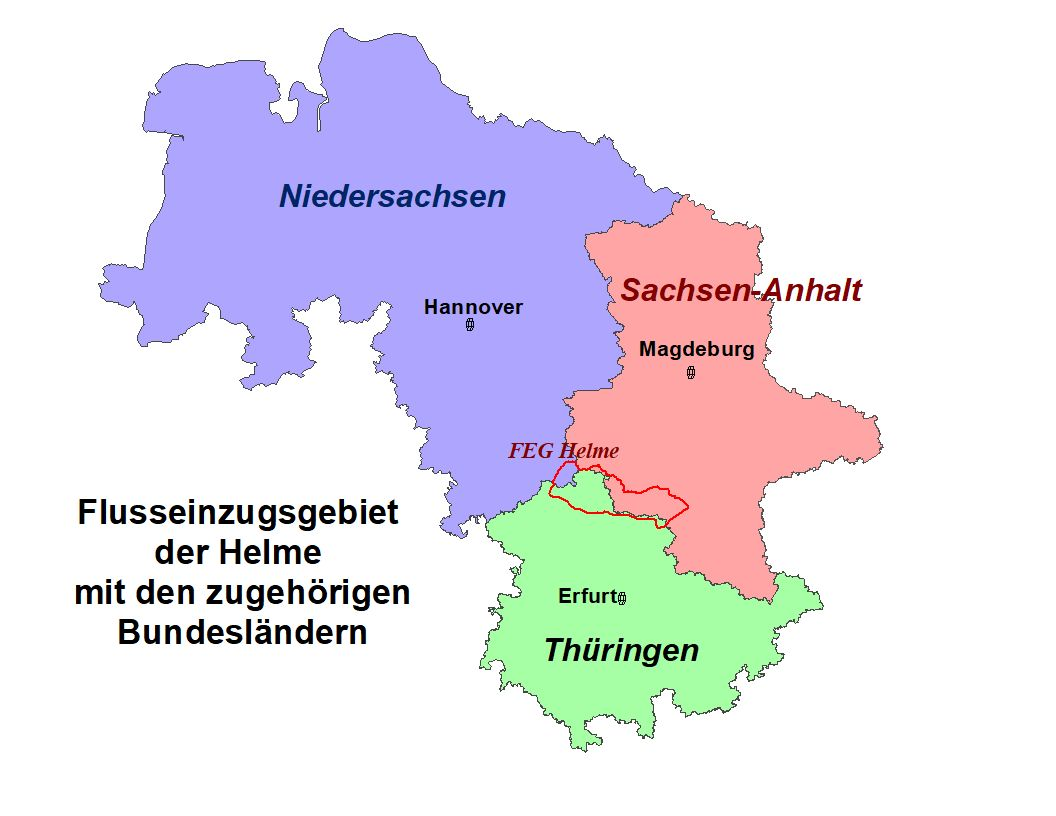
Die Randlage und somit politisch-administrative Zersplitterung des Einzugsgebietes Helme zwischen den Bundesländern Niedersachsen, Thüringen und Sachsen-Anhalt.

Im Artikel 3 der am 23. Oktober des Jahres 2000 von der Europäischen Union erlassenen Wasserrahmenrichtlinie wird festgestellt. „Das Konzept der Einzugsgebiete ist der beste Weg der Wasserbewirtschaftung“. Dieses überall auf der Welt angewandte Prinzip wird aber bis heute in der Bundesrepublik Deutschland nicht in seiner Vollständigkeit angewendet, da man hier den Bundesländern die Hoheitsrechte über sämtliche Naturressourcen zugesprochen hat. Die Grenzen der Bundesländer stimmen leider fast nirgendwo mit den natürlichen Wasserscheiden überein, sondern die meisten Flüsse und Bäche einschließlich deren Wasserscheiden werden durch innere Grenzen zerschnitten. Somit wird letztlich ein ungeordneter „Scherbenhaufen“ zerstückelter Einzugsbereich-Teile gebildet und verwaltet (siehe: Beispiel Einzugsgebiet der Helme, welche von 3 Bundesländern in mehrere Stücke aufgeteilt wurde. Der für die Regulierung des Wasserhaushaltes wichtige Stausee Kelbra sich aber immer schneller mit Sedimenten füllt.).
Auf der anderen Seite fehlt eine engere Zusammenarbeit zwischen Land- und Forstwirtschaft, Siedlungswesen, Raumordnung, Infrastruktur, Klima und Wasserwirtschaft. Während das Bundesministerium für Umwelt, Naturschutz und nukleare Sicherheit für die Wasserwirtschaft und den Naturschutz zuständig ist, hat das Ministerium für Ernährung und Landwirtschaft die Verantwortung für die Land- und Forstwirtschaft, das Bundesministerium für Verkehr und digitale Infrastruktur kontrolliert den Wasserbau, generelle Infrastruktur, Verkehrswege und auch den Deutschen Wetterdienst (Klima), und das Bundesministerium des Innern hat die Verantwortung für die Siedlungsflächen, Dörfer, Städte und das Bauwesen insgesamt. Dazu kommt, dass in jedem Bundesland jede Naturressourcen wiederum auf andere Ministerien oder Institutionen aufgeteilt wurden.
Durch die politische Zerschneidung der Einzugsgebiete werden diese in ihrer Gesamtheit auch kaum noch wahrgenommen. Öffentliches Kartenmaterial über vollständige kleinere bundesländerübergreifende Einzugsgebiete gibt es nicht. Bei der Bevölkerung gibt es kaum eine Sensibilisierung über das jeweiligen Heimat-Einzugsgebiets, die entsprechende Frage "Wo das Wasser in unserem Bach oder Fluss denn herkommt?" kann meist nicht beantwortet werden. Bundesländerübergreifende Einzugsgebiets-Kommissionen, in welchen sich die Kommunen, Unternehmen, und Nutznießer der Naturressourcen, einschließlich der Bevölkerung innerhalb eines Einzugsgebietes organisieren, sind nicht bekannt.
All dies zusammen behindert ein multidisziplinäres Wassereinzugsgebiets-Management, welches letztendlich gegen die Einhaltung der EU-Wasserrahmenrichtlinie verstößt, den Prozess der Anpassung und Mitigation an den Klimawandel erschwert und einer grundlegenden Reform bedarf. Dazu gehört auch die entsprechende notwendige Anpassung des Grundgesetzes der Bundesrepublik Deutschland. Eine entsprechende Petition an den Bundestag (Pet 2-20-18-274-000249) wurde am 4. November 2021 eingereicht.

### Mögliche Alternativen
Die Bundesrepublik Deutschland muss früher oder später die Kleinstaaterei in der Verwaltung von Naturressourcen überwinden, um sich nicht nur den europäischen, sondern weltweit angewandten Richtlinien und somit Standards angleichen zu können, auch und vor allem um den zukünftigen Aufgaben des Klimawandels zu bewältigen. Die beste Vorsorge, um gegen zukünftige Katastrophen wie die Flutkatastrophe vom 14. und 15. Juli 2021 in der Eifel gewappnet zu sein. Sollte es nötig sein, müsste selbst das Grundgesetz den gegebenen Anforderungen angepasst werden. Hierzu sollten gleichzeitig mehrere Schritte vorgenommen werdenː

#### Schaffung von Flusseinzugsgebiets-Kommissionen
Die Alternative wäre, dass statt Bundesländer Flussgebietseinheits-Kommissionen geschaffen werden sollten, unterteilt in Teileinzugsgebiets-Kommissionen, welche die Verwaltung der Naturressourcen übernehmen, wie es von der Europäischen Wasserrahmenrichtlinie im Artikel 3 empfohlen wird.

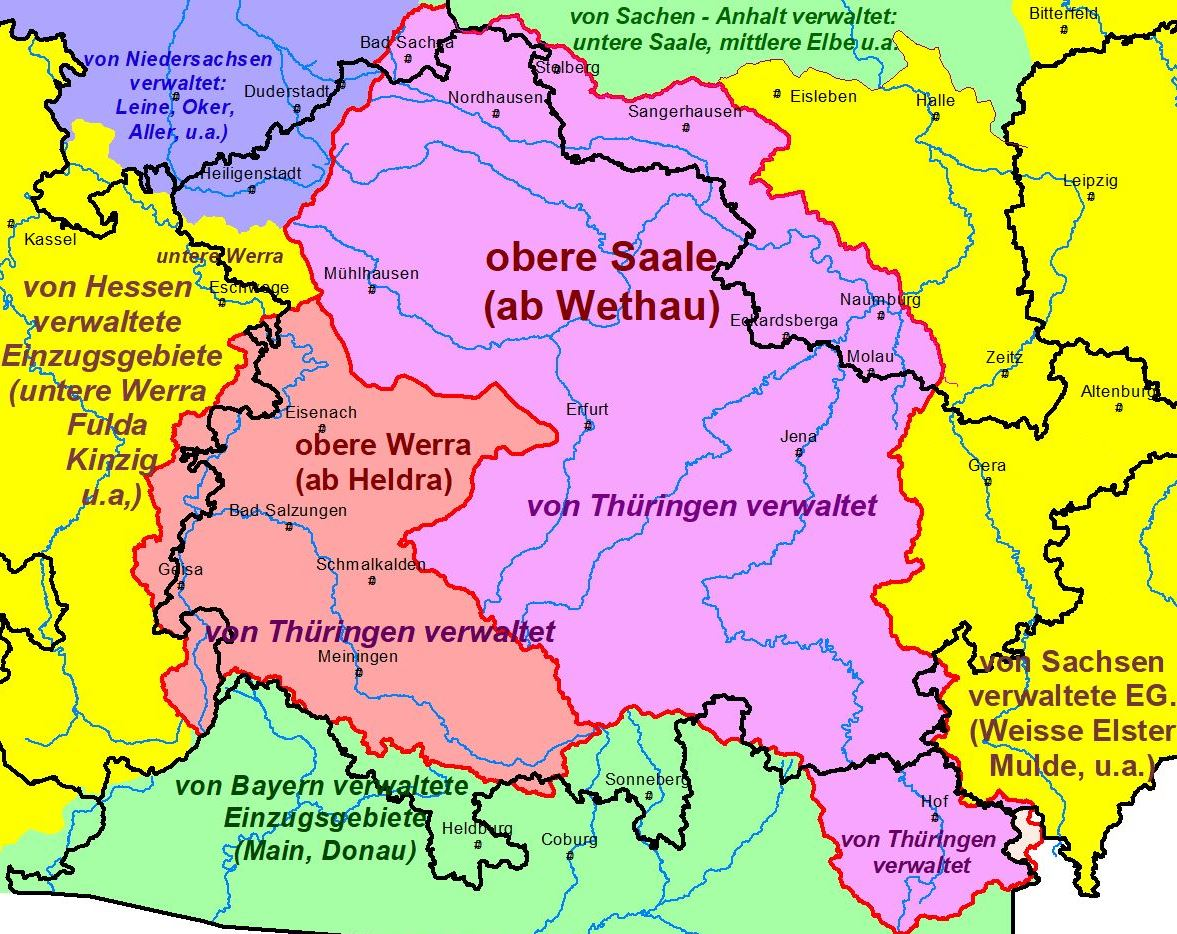
Beispiel Thüringen: Vorschlag zum territorialen Austausch von Bundesländern im Bereich Naturressourcen-Management, um hinderliche Zerschneidungen von Flusseinzugsgebieten zu vermeiden:

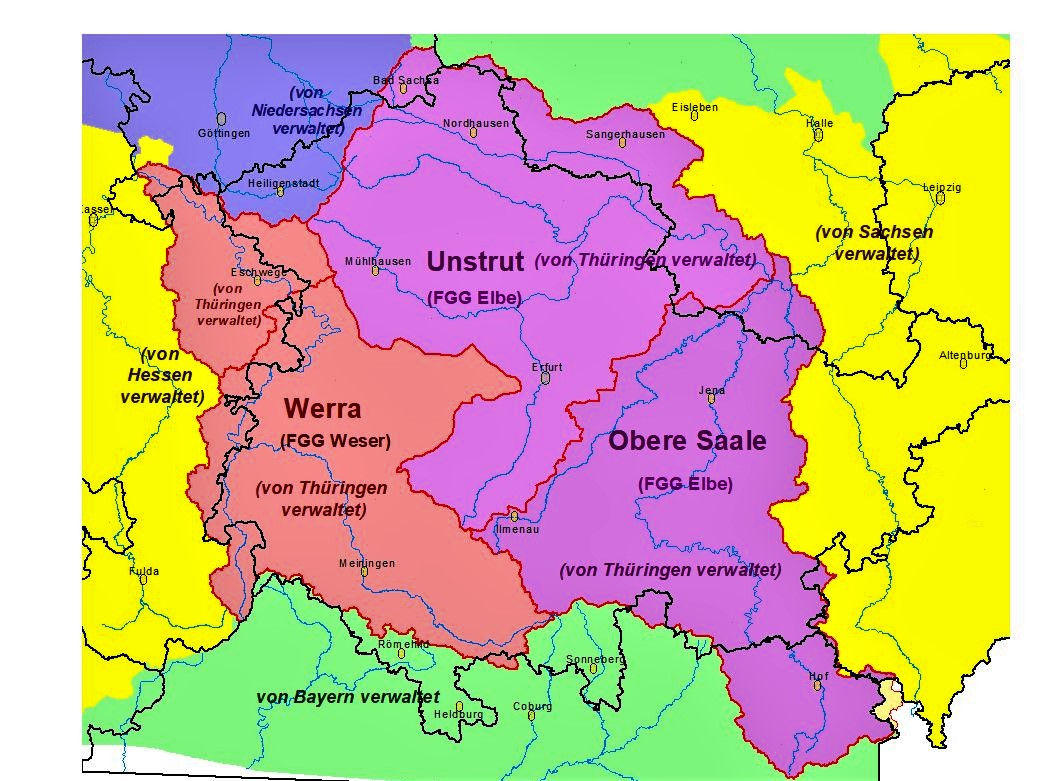
Beispiel Thüringen-Alternative (2). Weiterer Vorschlag zum territorialen Austausch von Bundesländern im Bereich Naturressourcen-Management, um hinderliche Zerschneidungen von zusammengehörenden Flusseinzugsgebieten zu vermeiden.

Die vorhandene Infrastruktur der Länder könnte dabei folgendermaßen mit einbezogen und somit aufgeteilt werden: Zum Beispiel Thüringen könnte die Aufsicht und vollständige Verantwortung das gesamten oberen Saale – Einzugsgebiet ab dem Zusammenfluss mit der Wethau bei Naumburg bis zur Wasserscheide im Fichtelgebirge, einschließlich der vollständigen Einzugsgebiete von Unstrut und Wethau übernehmen, müsste aber ihren Anteil des Leine-Einzugsgebietes an Niedersachsen abgeben (im Austausch gegen die zur Unstrut gehörenden Zuflüsse Zorge, Wieda und Steina-Ichte). Einen ähnlichen Austausch sollte man mit Bayern vornehmen: Der thüringische Anteil des Maineinzugsgebietes (Streu, Milz, Rodach, Itz, Steinach usw.) sollte an Bayern gehen im Austausch des oberen Saaleeinzugsgebietes um Hof, Selbitz und Rehau; ebenso sollte die Verantwortung über den thüringische Teil der Weißen Elster vollständig an Sachsen abgegeben werden, da der größte Teil dieses Einzugsgebietes sich in Sachsen befindet und dieser Fluss wichtig für die Metropolregion Leipzig ist. Auf der anderen Seite müsste dann auch das gesamte Einzugsgebiet der Werra vollständig unter der Verantwortung Thüringens stehen, da sich hier wichtige Städte, wie Meiningen, Gotha und Eisenach befinden, und wiederum der größte Teil dieses Einzugsgebietes von Thüringen eingenommen wird. So könnte man einen Kompromiss schaffen und die Einzugsgebiete wären vollständig als Einheit wieder sichtbar und die Verwaltung könnte effizienter und komplett gestaltet werden. Die Verwaltungsgrenzen über die Naturressourcen würden wieder mit den natürlichen Wasserscheiden übereinstimmen. In gleicher Form müssen dann ähnliche Aufteilungen zwischen den restlichen Bundesländern erarbeitet, verhandelt und durchgeführt werden, damit wenigstens größere Teileinzugsbereiche, wie die Werra, Leine, Unstrut, Main oder Weiße Elster nicht zerschnitten werden, diese dann aber auch unter die technische Verwaltung der entsprechenden Großeinzugsbereiche setzen. Das wäre dann beim Beispiel Thüringen so, dass dieses Bundesland für die Flussgebietseinheit Elbe (obere Saale + Unstrut) und auch für die Weser (obere Werra) arbeiten würde.

#### Verknüpfung der unterschiedlichen Naturressourcen
Innerhalb dieser Einzugsbereiche müssen dann auch die verschiedenen anderen Naturressourcen verwaltungstechnisch mehr miteinander verbunden und die entsprechenden multidisziplinären Expertengruppen geschaffen werden. Um diese zu verwalten, könnte man sie einem bereits existierenden Ministeriums unterstellen, oder ein neues spezielles „Bundesministeriums für Naturressourcen und Klimawandel“ schaffen, welches die Verwaltung sämtlicher Naturressourcen in Einzugsbereichen übernimmt, ebenso wie die Erforschung, Adaptation und Mitigation des Klimawandels, welches ja direkt miteinander in Zusammenhang steht.

#### Schaffung von einem oder mehreren Pilotprojekten
Bildung eines Pilotprojektes zur Schaffung einer flächendeckend arbeitenden multidisziplinären Einzugsgebiets-Kommission in einem oder mehreren kleineren Einzugsgebieten, wie an der Helme, der Ahr; oder auch bei mittleren Einzugsgebieten, wie der Werra. Es wäre ein vernünftiger Schritt zum Wiederaufbauprogramm an der Ahr, die Bildung einer flächendeckend arbeitenden multidisziplinären Einzugsgebiets-Kommission zu knüpfen.
Anpassung unseres Grundgesetzes
Anpassung unseres Grundgesetzes an die Anforderung des multidisziplinären Flusseinzugsgebiets-Managementː Rückgabe der vollen Verantwortung der Bundesregierung für alle Naturressourcen, mit gleichzeitiger Neuordnung nach natürlichen Flusseinzugsgebieten und deren Teilen. Übernahme des entsprechenden Fachpersonals.

### Gleichnisse
Ein Einzugsgebiet, ganz gleich welcher Größenordnung ist wie ein menschlicher Körper, die Naturressourcen wie die verschiedenen Organe, welche alle innerhalb des Körpers verbunden und untereinander in enger Abhängigkeit stehen. Um eine Krankheit zu diagnostizieren und diese heilen zu können, muss ein guter Arzt sämtliche Organe analysieren die inneren Zusammenhänge von Ursache und Wirkung verstehen, um diese effektiv heilen zu können. Werden Organe oder Organteile außer Acht gelassen (fehlende multidisziplinäre Zusammenarbeit) oder der gesamte menschliche Körper nur noch Zerschnitten dargestellt (nach politischen Grenzen aufgeteilt), wird es kaum zu einer effektiven Heilung kommen können. Ein Scherbenhaufen ist noch lange kein vollständiger Krug.

## Geschichte in Deutschland

### DDR
1972 wurde das Ministerium für Umweltschutz und Wasserwirtschaft der DDR (MUW) gebildet, in welchem 1976 dann die Wasserwirtschaftsdirektionen gegründet wurden, welche zentral und nach Flusseinzugsgebieten organisiert wurden und unabhängig von den DDR-Regierungsbezirken war. Dieser Prozess war nötig, um die Effizienz der Verwaltung der natürlichen Ressourcen, vor allem erst mal nur der Wasserwirtschaft zu verbessern. Es entstand so unter anderem die WWD (IV) Saale / Werra mit Sitz in Halle, welche die auf DDR-Territorium befindlichen Teile der Saale, Werra und die zum Main / Rhein hinfließenden kleineren Gewässer im Süden des damaligen Bezirk Suhl verwalteten, aber nur im Bereich der Wasserwirtschaft.
Nach der Wiedervereinigung 1990 wurde die Idee, die wasserwirtschaftlichen Belange nach natürlichen Wassereinzugsbereichen auszurichten, verworfen. Statt diese nach Einzugsbereichen aufgebauten Wasserwirtschaftsdirektionen neu zu ordnen und auf das gesamte Bundesgebiet auszuweiten, wurden mit der Neugründung der Bundesländer sämtliche wasserwirtschaftlichen Belange zurückgestellt. Ähnliches gilt auch für das einst flächendeckende Meliorationswesen, welches zwar auch nach politischen Grenzen ausgerichtet war, aber flächendeckend agierte. Unzureichend war bei den Meliorationskombinaten und -genossenschaften, dass das Hauptthema nicht von Fachleuten, sondern von Parteifunktionären vorgegeben war, mit dem Ziel der Intensivierung der Landwirtschaft, die Ausrichtung auf Großraumwirtschaft, die Fixierung auf Bewässerungs- und Entwässerungssysteme und dem Wirtschaftswegebau. Der langfristige Bodenschutz und die vielseitigen Wechselwirkungen zwischen Landwirtschaft, ökologischer Diversität, Einflüsse auf das Mikroklima, den Wasserhaushalt und -qualität wurden dabei unterschätzt und sogar hingenommen.
Nach der Wiedervereinigung wurden die Hoheitsrechte für sämtliche Naturressourcen den Neuen Bundesländern übergeben, so auch die Wasserwirtschaft. Das Prinzip nach natürlichen Einzugsgebieten wurde rückgängig gemacht, vermutlich auch, um die Wiedervereinigung so schnell wie möglich realisieren zu können. Dabei wurde das Meliorationswesen (Bodenverbesserung) vollständig und ersatzlos abgeschafft. Es wurde ein von der BRD übernommenes System der Wasser- und Bodenverbände eingeführt, welches die Interessengruppe der Landeigentümer (die wenigsten Landeigentümer sind Landwirte) vertrat, aber alle anderen Interessengruppen ausschloss. Die meisten dieser Verbände arbeiten im Bereich Be- und Entwässerung von Landwirtschaftsflächen, aber auch mit Flussregulierung, Deichbau und generellem Hochwasserschutz. Sie unterliegen keiner öffentlichen Registrierung und arbeiten autonom, werden aber vom Wasserverbandsgesetz reguliert. Ihre Präsenz ist durch die geringe Flächenzahl nur in den von Hochwasser betroffenen Regionen an den Küsten Norddeutschlands bedeutend. Die Wiederherstellung des Prinzips des Einzugsgebietsmanagement steht noch aus und ist ein Ziel für den nächsten Bewirtschaftungszeitraum der deutschen Flussgebietsgemeinschaften in den Flussgebietseinheiten im Rahmen der EU-Wasserrahmenrichtlinie.

### Bundesrepublik Deutschland

#### Bund/Länder Arbeitsgemeinschaften unter Vorsitz der Umweltministerkonferenz
Um den Widerspruch zwischen Bundesländern und der Notwendigkeit des Vorgehens nach natürlichen Flusseinzugsgebiet innerhalb der Wasserwirtschaft zu lösen, wurden im Jahre 1956 die Bund/Lander Arbeitsgemeinschaft Wasser (LAWA) gegründet, ein Arbeitsgremium der Umweltministerkonferenz, welche die Zusammenarbeit der Bundesländer im Bereich Wasserwirtschaft koordiniert. Daneben gibt es auch die Bund/Länder Arbeitsgemeinschaft Bodenschutz (LABO), die Bund/Länder Arbeitsgemeinschaft Naturschutz, Landschaftspflege und Erholung (LANA) und die Bund/Länder Arbeitsgemeinschaft Klima, Energie und Mobilität, welche alle mit Flusseinzugsgebiets-Management zu tun haben könnten. Diese Arbeitsgemeinschaften konnten bisher weder die politische Zerschneidung der Flusseinzugsgebiete verhindern, noch ein intersektorielles Zusammenspiel erreichen, welche die Haupthindernisse zur Umsetzung des multidisziplinären Flusseinzugsgebiets-Management darstellen. Aber sie konnten eine gewisse unabdingbare Zusammenarbeit und Koordinierung herstellen, welche die Wasserwirtschaft benötigt. Ob diese ausreichen, die erhöhten Anforderungen des Klimawandels bewältigen zu können?
Bundeseinheitliche Vorgaben gibt es zurzeit im Bereich Wasserwirtschaft durch das Wasserhaushaltsgesetz, der Oberflächengewässerverordnung und der Grundwasserverordnung.

#### Europäische Wasserrahmenrichtlinie
Am 23. Oktober wurde die Europäische Wasserrahmenrichtlinie 2000/60/EG veröffentlicht. Eines der Hauptanliegen dieser ist das multidisziplinäre Flusseinzugsgebiets-Management. Der Konflikt mit den Artikeln 30 und 83 ff des deutschen Grundgesetzes, welche die Zuständigkeiten der Bundesländer festlegt, eine vollständige Bearbeitung nach natürlichen Einzugsgebieten ist zwar weiterhin ungelöst. Es gibt Anstrengungen seitens der Bundesrepublik auch dieses Thema umzusetzen: Es wurden Flussgebietsgemeinschaften für die Haupteinzugsgebiete gegründet:

##### Flussgebietsgemeinschaften für die Haupteinzugsgebiete
Im Jahre 2002 wurde bereits die Flussgebietsgemeinschaft Ems gegründet, 2003 ging aus der Arbeitsgemeinschaft zur Reinhaltung der Weser die FGG Weser hervor. 2004 wurde dann die Flussgebietsgemeinschaft (FGG) Elbe für den deutschen Teil des Elbe-Einzugsgebietes gegründet, im Jahre 2012 für den deutschen Teil des Rheins die FGG Rhein und im Jahre 2014 dann auch für den deutschen Teil des Donau-Einzugsgebiets die FGG Donau. Die Länder arbeiten aber weiterhin in unabhängiger Form an ihren „Scherbenstücken“, tragen dann aber die Daten in regelmäßigen Zeitabschnitten nach den oben genannten Haupt-Flusseinzugsgebieten geordnet in den entsprechenden Flussgebietsgemeinschaften zusammen, welche diese Daten dann entsprechend analysieren.
Kritik: Die Umsetzung der WRRL 2000/60/EG ist weiterhin unvollständig: Es fehlt die kleinteilige Arbeit ebenso wie die vollständige Analyse, Bewirtschaftung und die Verwaltung nach Flusseinzugsgebieten in allen Maßstäben, also auch kleinerer Teileinzugsgebiete unterer Ordnung, da diese Tätigkeiten weiterhin an den Bundesländergrenzen enden. Unter anderem gibt es längs der Bundesländergrenzen immer noch kein vollständiges zusammenhängendes Kartenmaterial. Wichtiger noch: Es fehlen entsprechende Organisationen auf kommunaler Ebene für die vielen kleineren Teileinzugsgebiete, besonders jene, welche Bundesländergrenzen überschreiten. Es fehlt eine generelle Sensibilisierung der Gesamtbevölkerung im Bereich Flusseinzugsgebiete und die Wechselwirkungen zwischen den verschiedenen Naturressourcen innerhalb dieser.

##### Deutsche Anpassungsstrategie (DAS) an den Klimawandel
Seit 2008 wird im Bundesministerium für Umwelt, Naturschutz, Nukleare Sicherheit und Verbraucherschutz an einer multidisziplinär angelegten Deutschen Anpassungsstrategie (DAS) an den Klimawandel gearbeitet, welches dank notwendigen Anforderungen multidisziplinär ausgerichtet ist, an welchen auch andere Ministerien beteiligt sind. Multidisziplinäres Flusseinzugsgebiets-Management sollte ein wichtiger Teil dieser Anpassungsstrategie werden.